# Elecciones municipales de 2015 en la provincia de Soria
Las elecciones municipales de 2015 en la provincia de Soria se celebraron el día 24 de mayo.

## Resultados en número de alcaldes
| Partido        | Alcaldes salientes | Alcaldes electos | Diferencia |
| PP             | 145                | 125              | 20         |
| PSOE           | 25                 | 34               | 9          |
| Cs             | 2a                 | 9                | 7          |
| Independientes | 6                  | 8                | 2          |
| -------------- | ------------------ | ---------------- | ---------- |

a Estos resultados corresponden a los obtenidos por Plataforma del Pueblo Soriano, partido que se integró en Ciudadanos de cara a las elecciones municipales y autonómicas del 24 de mayo de 2015.

## Alcaldes salientes y alcaldes electos en municipios de más de 500 habitantes
| Municipio                    | Población | Alcalde saliente                         | Partido       | Alcalde electo o reelecto        | Partido |
| Ágreda                       | 3.084     | Jesús Manuel Alonso Jiménez              | PSOE          | Jesús Manuel Alonso Jiménez      | PSOE    |
| Almarza                      | 610       | María Ascensión Pérez Gómez              | PP            | María Ascensión Pérez Gómez      | PP      |
| Almazán                      | 5.744     | José Antonio de Miguel Nieto             | PPSO          | José Antonio de Miguel Nieto     | Cs      |
| Arcos de Jalón               | 1.707     | Jesús Ángel Peregrina Molina             | PP            | Jesús Ángel Peregrina Molina     | PP      |
| Berlanga de Duero            | 983       | Jesús María del Carmelo Herrero González | PP            | María Reyes Oliva Puertas        | PSOE    |
| Burgo de Osma-Ciudad de Osma | 5.153     | Antonio Pardo Capilla                    | PP            | Jesús Alonso Romero              | PP      |
| Covaleda                     | 1.809     | Hilario Rioja Sanz                       | PP            | José Antonio Miguel Camarero     | PSOE    |
| Duruelo de la Sierra         | 1.225     | Román Martín Simón                       | PP            | Jesús Alberto Abad Escribano     | PSOE    |
| Garray                       | 698       | María José Jiménez Las Heras             | PP            | María José Jiménez Las Heras     | PP      |
| Golmayo                      | 2.391     | Benito Serrano Mata                      | Independiente | Benito Serrano Mata              | PP      |
| Langa de Duero               | 786       | Constantino de Pablo Cob                 | PP            | Constantino de Pablo Cob         | PP      |
| Los Rábanos                  | 530       | Jesús Gustavo Martínez Hernández         | PP            | Jesús Gustavo Martínez Hernández | PP      |
| Medinaceli                   | 767       | Felipe Utrilla Dupré                     | PP            | Felipe Utrilla Dupré             | PP      |
| Navaleno                     | 846       | Paulino Eduardo Herrero Amat             | PP            | Paulino Eduardo Herrero Amat     | PP      |
| Ólvega                       | 3.814     | Gerardo Martínez Martínez                | PP            | Gerardo Martínez Martínez        | PP      |
| Quintana Redonda             | 519       | Evaristo Manrique Urquía                 | PP            | Sergio Frías Pérez               | PP      |
| San Esteban de Gormaz        | 3.067     | Millán Miguel Román                      | PP            | María Luisa Aguilera Sastre      | PSOE    |
| San Leonardo                 | 2.219     | Jesús Elvira Martín                      | PP            | Jesús Elvira Martín              | PP      |
| San Pedro Manrique           | 588       | Jesús María Celorrio Hornillos           | PP            | Jesús Hernández Ruiz             | PSOE    |
| Soria                        | 39.516    | Carlos Martínez Mínguez                  | PSOE          | Carlos Martínez Mínguez          | PSOE    |
| Vinuesa                      | 945       | Asunción Medrano Marina                  | PSOE          | Asunción Medrano Marina          | PSOE    |
| ---------------------------- | --------- | ---------------------------------------- | ------------- | -------------------------------- | ------- |

## Resultados en los municipios de más de 500 habitantes

### Ágreda
- 11 concejales a elegir[7]
- Alcalde saliente: Jesús Manuel Alonso Jiménez - PSOE
- Alcalde electo: Jesús Manuel Alonso Jiménez - PSOE

| Jesús Manuel Alonso Jiménez     | PSOE         | 970   | 55,33% | 7 | 0 |  |  |  |
| Francisco Javier Alonso Omeñaca | PP           | 518   | 29,55% | 3 | 1 |  |  |  |
| José Luis Palomar Romero        | Cs           | 225   | 12,84% | 1 | 1 |  |  |  |
|                                 |              |       |        |   |   |  |  |  |
| Censo                           | Censo        | 2.333 | 100%   |   |   |  |  |  |
| Abstenciones                    | Abstenciones | 555   | 23,79% |   |   |  |  |  |
| Votantes                        | Votantes     | 1.778 | 76,21% |   |   |  |  |  |
| Blancos                         | Blancos      | 40    | 2,28%  |   |   |  |  |  |
| Nulos                           | Nulos        | 25    | 1,41%  |   |   |  |  |  |

### lmarza
- 7 concejales a elegir[8]
- Alcaldesa saliente: María Ascensión Pérez Gómez - PP
- Alcaldesa electa: María Ascensión Pérez Gómez - PP

| María Ascensión Pérez Gómez | PP           | 241 | 58,64% | 5 | 0 |  |  |  |
| Carlos Heras Larrad         | PSOE         | 135 | 32,85% | 2 | 0 |  |  |  |
| Jorge Morales Garijo        | Cs           | 28  | 6,81%  | 0 | 0 |  |  |  |
|                             |              |     |        |   |   |  |  |  |
| Censo                       | Censo        | 521 | 100%   |   |   |  |  |  |
| Abstenciones                | Abstenciones | 103 | 19,77% |   |   |  |  |  |
| Votantes                    | Votantes     | 418 | 80,23% |   |   |  |  |  |
| Blancos                     | Blancos      | 7   | 1,70%  |   |   |  |  |  |
| Nulos                       | Nulos        | 7   | 1,67%  |   |   |  |  |  |

### Almazán
- 13 concejales a elegir[9]
- Alcalde saliente: José Antonio de Miguel Nieto - PPSO
- Alcalde electo: José Antonio de Miguel Nieto - Cs[10]

| Jesús María Cedazo Mínguez           | PSOE         | 1.209 | 42,29% | 6 | 1  |  |  |  |
| José Antonio de Miguel Nieto         | Cs           | 1.175 | 41,10% | 6 | 1b |  |  |  |
| María Montserrat Torres del Castillo | PP           | 386   | 13,50% | 1 | 0  |  |  |  |
|                                      |              |       |        |   |    |  |  |  |
| Censo                                | Censo        | 4.360 | 100%   |   |    |  |  |  |
| Abstenciones                         | Abstenciones | 1.417 | 32,50% |   |    |  |  |  |
| Votantes                             | Votantes     | 2.943 | 67,50% |   |    |  |  |  |
| Blancos                              | Blancos      | 89    | 3,11%  |   |    |  |  |  |
| Nulos                                | Nulos        | 84    | 2,85%  |   |    |  |  |  |

b En relación con los resultados obtenidos por Plataforma del Pueblo Soriano,  partido que se integró en Ciudadanos.

### Arcos de Jalón
- 9 concejales a elegir[11]
- Alcalde saliente: Jesús Ángel Peregrina Molina - PP
- Alcalde electo: Jesús Ángel Peregrina Molina - PP[12]

| Jesús Ángel Peregrina Molina    | PP           | 431  | 46,44% | 4 | 1 |  |  |  |
| Rosa Herrera Gutiérrez          | PSOE         | 345  | 37,18% | 4 | 0 |  |  |  |
| José María Alberto Mazón Moreno | Cs           | 147  | 15,84% | 1 | 1 |  |  |  |
|                                 |              |      |        |   |   |  |  |  |
| Censo                           | Censo        | 1260 | 100%   |   |   |  |  |  |
| Abstenciones                    | Abstenciones | 319  | 25,32% |   |   |  |  |  |
| Votantes                        | Votantes     | 941  | 74,68% |   |   |  |  |  |
| Blancos                         | Blancos      | 5    | 0,54%  |   |   |  |  |  |
| Nulos                           | Nulos        | 13   | 1,38%  |   |   |  |  |  |

### Berlanga de Duero
- 7 concejales a elegir[13] (se eligen 2 concejales menos que en las elecciones municipales de 2011)
- Alcalde saliente: Jesús María del Carmelo Herrero González - PP
- Alcaldesa electa: María Reyes Oliva Puertas - PSOE

| María Reyes Oliva Puertas | PSOE         | 309 | 55,08% | 4 | 0 |  |  |  |
| María José Martínez Navas | PP           | 237 | 42,25% | 3 | 2 |  |  |  |
|                           |              |     |        |   |   |  |  |  |
| Censo                     | Censo        | 802 | 100%   |   |   |  |  |  |
| Abstenciones              | Abstenciones | 232 | 28,93% |   |   |  |  |  |
| Votantes                  | Votantes     | 570 | 71,07% |   |   |  |  |  |
| Blancos                   | Blancos      | 15  | 2,67%  |   |   |  |  |  |
| Nulos                     | Nulos        | 9   | 1,58%  |   |   |  |  |  |

### Burgo de Osma-Ciudad de Osma
- 13 concejales a elegir[14]
- Alcalde saliente: Antonio Pardo Capilla - PP
- Alcalde electo: Jesús Alonso Romero - PP

| Jesús Alonso Romero            | PP           | 1.333 | 51,95% | 7 | 1 |  |  |  |
| Martín Navas Antón             | PSOE         | 955   | 37,22% | 5 | 3 |  |  |  |
| Elena Robredo Jiménez-Ridruejo | Cs           | 210   | 8,18%  | 1 | 1 |  |  |  |
|                                |              |       |        |   |   |  |  |  |
| Censo                          | Censo        | 3.928 | 100%   |   |   |  |  |  |
| Abstenciones                   | Abstenciones | 1.282 | 32,64% |   |   |  |  |  |
| Votantes                       | Votantes     | 2.646 | 67,36% |   |   |  |  |  |
| Blancos                        | Blancos      | 68    | 2,65%  |   |   |  |  |  |
| Nulos                          | Nulos        | 80    | 3,02%  |   |   |  |  |  |

### Covaleda
- 9 concejales a elegir[15]
- Alcalde saliente: Hilario Rioja Sanz - PP
- Alcalde electo: José Antonio Miguel Camarero - PSOE

| José Antonio Miguel Camarero | PSOE         | 581   | 57,41% | 6 | 2 |  |  |  |
| Hilario Rioja Sanz           | PP           | 385   | 38,04% | 3 | 2 |  |  |  |
|                              |              |       |        |   |   |  |  |  |
| Censo                        | Censo        | 1.545 | 100%   |   |   |  |  |  |
| Abstenciones                 | Abstenciones | 488   | 31,59% |   |   |  |  |  |
| Votantes                     | Votantes     | 1.057 | 68,41% |   |   |  |  |  |
| Blancos                      | Blancos      | 46    | 4,55%  |   |   |  |  |  |
| Nulos                        | Nulos        | 45    | 4,26%  |   |   |  |  |  |

### Duruelo de la Sierra
- 9 concejales a elegir[16]
- Alcalde saliente: Román Martín Simón - PP
- Alcalde electo: Jesús Alberto Abad Escribano - PSOE

| Jesús Alberto Abad Escribano | PSOE         | 374   | 50,13% | 5 | 1 |  |  |  |
| María Cristina Rubio Blasco  | PP           | 334   | 44,77% | 4 | 1 |  |  |  |
|                              |              |       |        |   |   |  |  |  |
| Censo                        | Censo        | 1.046 | 100%   |   |   |  |  |  |
| Abstenciones                 | Abstenciones | 270   | 25,81% |   |   |  |  |  |
| Votantes                     | Votantes     | 776   | 74,19% |   |   |  |  |  |
| Blancos                      | Blancos      | 38    | 5,09%  |   |   |  |  |  |
| Nulos                        | Nulos        | 30    | 3,87%  |   |   |  |  |  |

### Garray
- 7 concejales a elegir[17]
- Alcaldesa saliente: María José Jiménez Las Heras - PP
- Alcaldesa electa: María José Jiménez Las Heras - PP

| María José Jiménez Las Heras | PP           | 265 | 62,06% | 5 | 0 |  |  |  |
| Alberto Bueno Chamarro       | PSOE         | 138 | 32,32% | 2 | 0 |  |  |  |
|                              |              |     |        |   |   |  |  |  |
| Censo                        | Censo        | 588 | 100%   |   |   |  |  |  |
| Abstenciones                 | Abstenciones | 147 | 25,00% |   |   |  |  |  |
| Votantes                     | Votantes     | 441 | 75,00% |   |   |  |  |  |
| Blancos                      | Blancos      | 24  | 5,62%  |   |   |  |  |  |
| Nulos                        | Nulos        | 14  | 3,17%  |   |   |  |  |  |

### Golmayo
- 11 concejales a elegir[18]
- Alcalde saliente: Benito Serrano Mata - Agrupación de electores Unidad para el Cambio
- Alcalde electo: Benito Serrano Mata - PP

| Benito Serrano Mata           | PP           | 630   | 52,15% | 6 | 2 |  |  |  |
| Pedro Ángel Casas Soler       | PSOE         | 401   | 33,20% | 4 | 2 |  |  |  |
| María Rebeca Valderrama Muñoz | Cs           | 123   | 10,18% | 1 | 1 |  |  |  |
|                               |              |       |        |   |   |  |  |  |
| Censo                         | Censo        | 1.773 | 100%   |   |   |  |  |  |
| Abstenciones                  | Abstenciones | 521   | 29,39% |   |   |  |  |  |
| Votantes                      | Votantes     | 1.252 | 70,61% |   |   |  |  |  |
| Blancos                       | Blancos      | 54    | 4,47%  |   |   |  |  |  |
| Nulos                         | Nulos        | 44    | 3,51%  |   |   |  |  |  |

### Langa de Duero
- 7 concejales a elegir[19]
- Alcalde saliente: Constantino de Pablo Cob - PP
- Alcalde electo: Constantino de Pablo Cob - PP

| Constantino de Pablo Cob   | PP           | 252 | 53,62% | 4 | 1 |  |  |  |
| Román Revilla Andía        | Cs           | 117 | 24,89% | 2 | 2 |  |  |  |
| Miguel Ángel Ortiz Latorre | PSOE         | 99  | 21,06% | 1 | 1 |  |  |  |
|                            |              |     |        |   |   |  |  |  |
| Censo                      | Censo        | 623 | 100%   |   |   |  |  |  |
| Abstenciones               | Abstenciones | 135 | 21,67% |   |   |  |  |  |
| Votantes                   | Votantes     | 488 | 78,33% |   |   |  |  |  |
| Blancos                    | Blancos      | 2   | 0,43%  |   |   |  |  |  |
| Nulos                      | Nulos        | 18  | 3,69%  |   |   |  |  |  |

### Los Rábanos
- 7 concejales a elegir[20]
- Alcalde saliente: Jesús Gustavo Martínez Hernández - PP
- Alcalde electo: Jesús Gustavo Martínez Hernández - PP

| Jesús Gustavo Martínez Hernández | PP           | 180 | 59,41% | 5 | 0 |  |  |  |
| Máximo Ramos Ramos               | PSOE         | 104 | 34,32% | 2 | 0 |  |  |  |
|                                  |              |     |        |   |   |  |  |  |
| Censo                            | Censo        | 410 | 100%   |   |   |  |  |  |
| Abstenciones                     | Abstenciones | 102 | 24,88% |   |   |  |  |  |
| Votantes                         | Votantes     | 308 | 75,12% |   |   |  |  |  |
| Blancos                          | Blancos      | 19  | 6,27%  |   |   |  |  |  |
| Nulos                            | Nulos        | 5   | 1,62%  |   |   |  |  |  |

### Medinaceli
- 7 concejales a elegir[21]
- Alcalde saliente: Felipe Utrilla Dupré - PP
- Alcalde electo: Felipe Utrilla Dupré - PP

| Felipe Utrilla Dupré   | PP           | 291 | 63,12% | 5 | 1 |  |  |  |
| Juan Carlos León Pérez | PSOE         | 162 | 35,14% | 2 | 1 |  |  |  |
|                        |              |     |        |   |   |  |  |  |
| Censo                  | Censo        | 533 | 100%   |   |   |  |  |  |
| Abstenciones           | Abstenciones | 67  | 12,57% |   |   |  |  |  |
| Votantes               | Votantes     | 466 | 87,43% |   |   |  |  |  |
| Blancos                | Blancos      | 8   | 1,74%  |   |   |  |  |  |
| Nulos                  | Nulos        | 5   | 1,07%  |   |   |  |  |  |

### Navaleno
- 7 concejales a elegir[22]
- Alcalde saliente: Paulino Eduardo Herrero Amat - PP
- Alcalde electo: Paulino Eduardo Herrero Amat - PP

| Paulino Eduardo Herrero Amat | PP           | 252 | 50,60% | 4 | 0 |  |  |  |
| Alfonso Peñaranda Gaspar     | PSOE         | 230 | 46,18% | 3 | 0 |  |  |  |
|                              |              |     |        |   |   |  |  |  |
| Censo                        | Censo        | 706 | 100%   |   |   |  |  |  |
| Abstenciones                 | Abstenciones | 185 | 26,20% |   |   |  |  |  |
| Votantes                     | Votantes     | 521 | 73,80% |   |   |  |  |  |
| Blancos                      | Blancos      | 16  | 3,21%  |   |   |  |  |  |
| Nulos                        | Nulos        | 23  | 4,41%  |   |   |  |  |  |

### Ólvega
- 11 concejales a elegir[23]
- Alcalde saliente: Gerardo Martínez Martínez - PP
- Alcalde electo: Gerardo Martínez Martínez - PP

| Gerardo Martínez Martínez | PP           | 1.032 | 56,80% | 7 | 0 |  |  |  |
| Judit Villar Lacueva      | PSOE         | 716   | 39,41% | 4 | 0 |  |  |  |
|                           |              |       |        |   |   |  |  |  |
| Censo                     | Censo        | 2.700 | 100%   |   |   |  |  |  |
| Abstenciones              | Abstenciones | 822   | 30,44% |   |   |  |  |  |
| Votantes                  | Votantes     | 1.878 | 69,56% |   |   |  |  |  |
| Blancos                   | Blancos      | 69    | 3,80%  |   |   |  |  |  |
| Nulos                     | Nulos        | 61    | 3,25%  |   |   |  |  |  |

### Quintana Redonda
- 7 concejales a elegir[24]
- Alcalde saliente: Evaristo Manrique Urquía - PP
- Alcalde electo: Sergio Frías Pérez - PP

| Sergio Frías Pérez          | PP           | 190 | 51,35% | 4 | 1 |  |  |  |
| Juan Manuel Valero Lafuente | PSOE         | 177 | 47,84% | 3 | 0 |  |  |  |
|                             |              |     |        |   |   |  |  |  |
| Censo                       | Censo        | 444 | 100%   |   |   |  |  |  |
| Abstenciones                | Abstenciones | 67  | 15,09% |   |   |  |  |  |
| Votantes                    | Votantes     | 377 | 84,91% |   |   |  |  |  |
| Blancos                     | Blancos      | 3   | 0,81%  |   |   |  |  |  |
| Nulos                       | Nulos        | 7   | 1,86%  |   |   |  |  |  |

### San Esteban de Gormaz
- 11 concejales a elegir[25]
- Alcalde saliente: Millán Miguel Román - PP
- Alcaldesa electa: María Luisa Aguilera Sastre - PSOE

| María Luisa Aguilera Sastre | PSOE         | 898   | 53,07% | 6 | 2 |  |  |  |
| Millán Miguel Román         | PP           | 517   | 30,56% | 4 | 2 |  |  |  |
| Faustino Hernández Gómez    | AMISEc       | 215   | 12,71% | 1 | 0 |  |  |  |
| Juan Carlos Romero González | Cs           | 40    | 2,36%  | 0 | 0 |  |  |  |
|                             |              |       |        |   |   |  |  |  |
| Censo                       | Censo        | 2.427 | 100%   |   |   |  |  |  |
| Abstenciones                | Abstenciones | 720   | 29,67% |   |   |  |  |  |
| Votantes                    | Votantes     | 1.707 | 70,33% |   |   |  |  |  |
| Blancos                     | Blancos      | 22    | 1,30%  |   |   |  |  |  |
| Nulos                       | Nulos        | 15    | 0,88%  |   |   |  |  |  |

c Agrupación Municipal Independiente San Esteban

### San Leonardo
- 11 concejales a elegir[26]
- Alcalde saliente: Jesús Elvira Martín - PP
- Alcalde electo: Jesús Elvira Martín - PP

| Jesús Elvira Martín              | PP           | 654   | 59,56% | 7 | 0 |  |  |  |
| Gervasio Pedro Pablo García Oteo | PSOE         | 273   | 24,86% | 3 | 1 |  |  |  |
| Cristina Gil Muñoz               | Cs           | 147   | 13,39% | 1 | 1 |  |  |  |
|                                  |              |       |        |   |   |  |  |  |
| Censo                            | Censo        | 1.654 | 100%   |   |   |  |  |  |
| Abstenciones                     | Abstenciones | 465   | 28,11% |   |   |  |  |  |
| Votantes                         | Votantes     | 1.189 | 71,89% |   |   |  |  |  |
| Blancos                          | Blancos      | 24    | 2,19%  |   |   |  |  |  |
| Nulos                            | Nulos        | 91    | 7,65%  |   |   |  |  |  |

### San Pedro Manrique
- 7 concejales a elegir[27]
- Alcalde saliente: Jesús María Celorrio Hornillos - PP
- Alcalde electo: Jesús Hernández Ruiz - PSOE

| Jesús Hernández Ruiz  | PSOE         | 175 | 68,63% | 5 | 3 |  |  |  |
| Ana Belén Marín Heras | PP           | 67  | 26,27% | 2 | 3 |  |  |  |
|                       |              |     |        |   |   |  |  |  |
| Censo                 | Censo        | 414 | 100%   |   |   |  |  |  |
| Abstenciones          | Abstenciones | 133 | 32,13% |   |   |  |  |  |
| Votantes              | Votantes     | 281 | 67,87% |   |   |  |  |  |
| Blancos               | Blancos      | 13  | 5,10%  |   |   |  |  |  |
| Nulos                 | Nulos        | 26  | 9,25%  |   |   |  |  |  |

### Soria
- 21 concejales a elegir[28]
- Alcalde saliente: Carlos Martínez Mínguez  - PSOE
- Alcalde electo: Carlos Martínez Mínguez  - PSOE

| Carlos Martínez Mínguez       | PSOE         | 8.654  | 46,99% | 11 | 1 |  |  |  |
| Adolfo Sainz Ruiz             | PP           | 5.352  | 29,06% | 7  | 2 |  |  |  |
| Jesús de Lozar de Grado       | Cs           | 1.501  | 8,15%  | 1  | 1 |  |  |  |
| Luis Alberto Romero Hernández | SORIAN@S     | 1.369  | 7,43%  | 1  | 1 |  |  |  |
| Enrique García Domínguez      | IU           | 1.161  | 6,30%  | 1  | 1 |  |  |  |
|                               |              |        |        |    |   |  |  |  |
| Censo                         | Censo        | 29.786 | 100%   |    |   |  |  |  |
| Abstenciones                  | Abstenciones | 11.013 | 36,97% |    |   |  |  |  |
| Votantes                      | Votantes     | 18.773 | 63,03% |    |   |  |  |  |
| Blancos                       | Blancos      | 380    | 2,06%  |    |   |  |  |  |
| Nulos                         | Nulos        | 356    | 1,90%  |    |   |  |  |  |

### Vinuesa
- 7 concejales a elegir[29] (se eligen 2 concejales menos que en las elecciones municipales de 2011)
- Alcaldesa saliente: Asunción Medrano Marina - PSOE
- Alcaldesa electa: Asunción Medrano Marina - PSOE

| Asunción Medrano Marina  | PSOE         | 338 | 57,78% | 5 | 0 |  |  |  |
| Mario Hernández Peiroten | PP           | 185 | 31,62% | 2 | 1 |  |  |  |
| Miguel Álvarez Fernández | PCAS-TC      | 45  | 7,69%  | 0 | 0 |  |  |  |
|                          |              |     |        |   |   |  |  |  |
| Censo                    | Censo        | 798 | 100%   |   |   |  |  |  |
| Abstenciones             | Abstenciones | 194 | 24,31% |   |   |  |  |  |
| Votantes                 | Votantes     | 604 | 75,69% |   |   |  |  |  |
| Blancos                  | Blancos      | 17  | 2,91%  |   |   |  |  |  |
| Nulos                    | Nulos        | 19  | 3,15%  |   |   |  |  |  |

## Elección de la Diputación Provincial
De acuerdo con el Título V de la Ley Orgánica 5/1985, de 19 de junio, del Régimen Electoral General los diputados provinciales son electos indirectamente por los concejales. Por la población de la provincia, la Diputación de Soria está integrada por 25 diputados.
Actúan como circunscripciones electorales para la elección de diputados los Partidos Judiciales existentes en 1979, y a cada Partido Judicial le corresponde elegir el siguiente número de diputados:
| Partido Judicial             | Diputados a elegir (2015) |
| Almazán                      | 5                         |
| Burgo de Osma-Ciudad de Osma | 5                         |
| Soria                        | 15                        |
| ---------------------------- | ------------------------- |

### Resultados globales
| Lista | Votos  | Diputados | Variación |
| PSOE  | 20.023 | 12        | 2         |
| PP    | 19.005 | 11        | 3         |
| Cs    | 4.380  | 2         | 1d        |
| ----- | ------ | --------- | --------- |

d En relación con los resultados obtenidos por Plataforma del Pueblo Soriano, partido que se integró en Ciudadanos.

### Resultados por partido judicial
- Almazán

| Lista | Votos | Concejales | Diputados | Variación |
| PP    | 2.657 | 121        | 2         | 0         |
| PSOE  | 2.528 | 37         | 2         | 0         |
| Cs    | 1.644 | 22         | 1         | 0e        |
| ----- | ----- | ---------- | --------- | --------- |

e En relación con los resultados obtenidos por Plataforma del Pueblo Soriano, partido que se integró en Ciudadanos.

- Burgo de Osma-Ciudad de Osma

| Lista | Votos | Concejales | Diputados | Variación |
| PP    | 3.775 | 104        | 3         | 1         |
| PSOE  | 2.823 | 45         | 2         | 1         |
| ----- | ----- | ---------- | --------- | --------- |

- Soria

| Lista | Votos  | Concejales | Diputados | Variación |
| PSOE  | 14.672 | 132        | 8         | 1         |
| PP    | 12.573 | 267        | 6         | 2         |
| Cs    | 2.141  | 14         | 1         | 1         |
| ----- | ------ | ---------- | --------- | --------- |